# 도둑잠
《도둑잠》은 2020년 12월 10일에 방영한 《KBS 드라마 스페셜 2020》 시리즈 중 여덟 번째 작품이다.

## 등장 인물

### 주요 인물
- 김보라 : 최홍주(25세) 역 - 헤어샵 어시 4년차
- 동하 : 윤이남(25세) 역 - 경영학과 3학년 재학중

### 헤어샵
- 황보라 : 송실장(35세)역 - 실장
- 공유림 : 조연경(22세) 역 - 홍주의 후배. 홍주와 라이벌 의식을 가짐
- 신윤정 : 강미희(27세)역 - 홍주의 선배
- 김민성 : 이강우(30세) 역 - 홍주의 선배
- 강춘성 : 현상도(30세) 역 - 홍주의 선배
- 이영준 : 이민형(24세) 역 - 이남의 동기

### 그 외 인물
- 민구경 : 교수(52세) 역 - 이남의 전공교수
- 박영수 : 경찰 역
- 구본웅 : 윤영길 역
- 장영현 : 동기 1 역
- 김상철 : 동기 2 역
- 강수빈 : 후배 역
- 이은강 : 취객 역
- 김민정 : 여자 역